# Castriño de Conxo

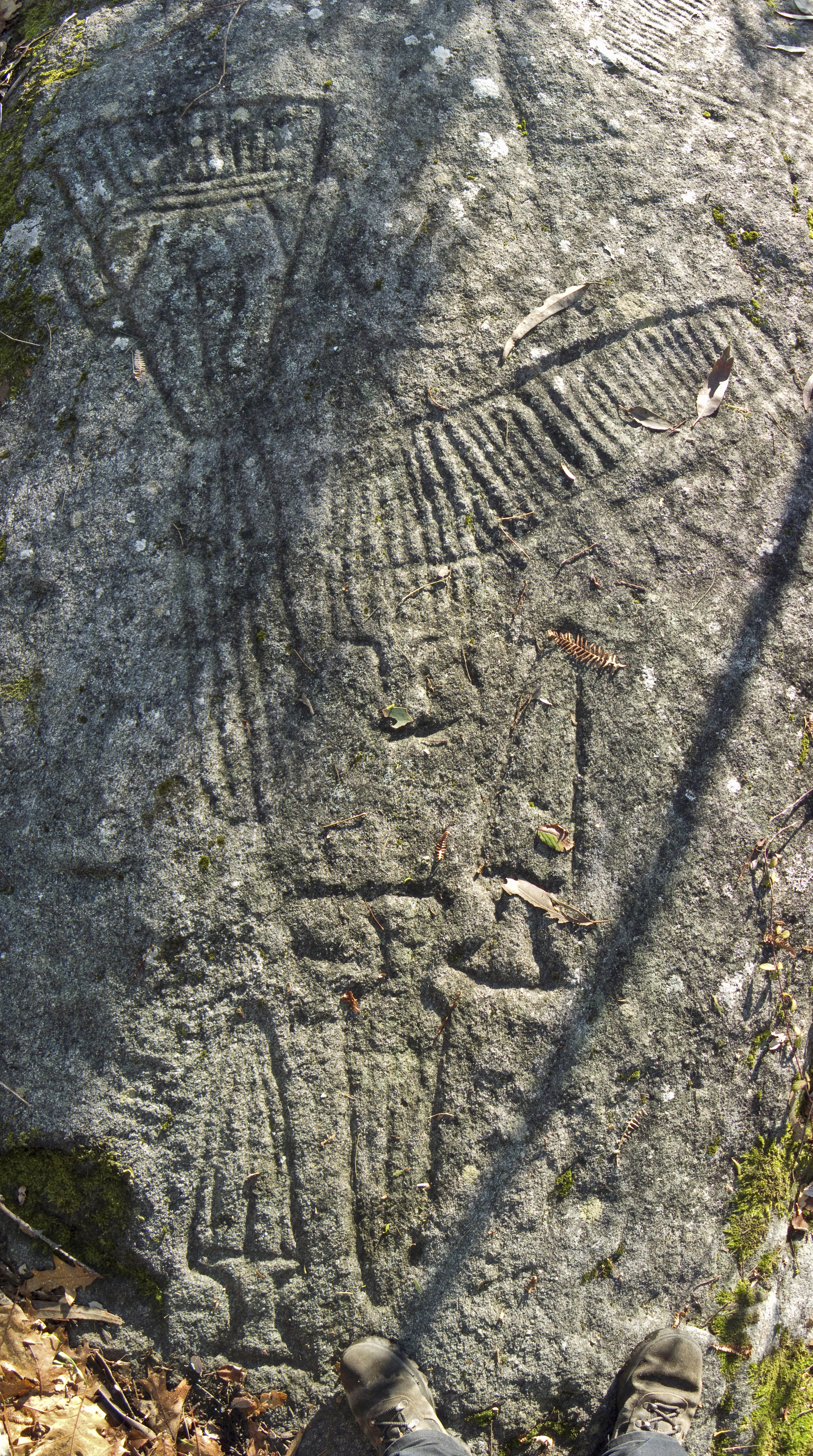
Vista de varias gravuras

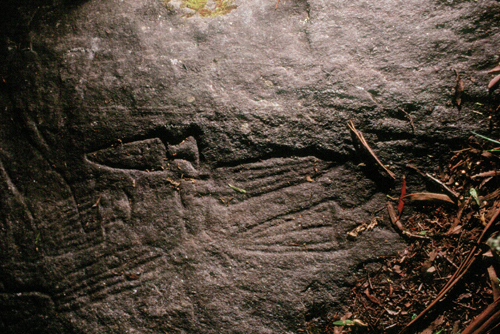
Petróglifos

O Castriño de Conxo é um sítio arqueológico composto por um castro pré-romano (não estudado) e uma rocha cuja superfície contém uma série de gravuras conhecidas como petróglifos.

## Situação
O Castriño de Conxo encontra-se na paróquia de Santa María de Conxo, pertencente ao concelho de Santiago de Compostela, província da Corunha (Galiza), no lugar conhecido como A Volta do Castro.

## Os petróglifos
Numa rocha (lamentavelmente dividida por um cercado) pouco elevada sobre o terreno (como é comum nos petróglifos galegos) situada no parapeito superior do sítio castrejo encontramos uns petróglifos gravados na sua superfície que possuem uma especial relevância enquanto as representações de armas, vinculadas aos modelos britânicos datáveis por volta do terceiro-segundo milênio a.C. Também se apreciam desenhos triangulares (algum raiado), que alguns autores interpretam como ídolos antropomorfos, outros como machados de duplo anel ou escudos triangulares.
Podem-se observar claramente figuras como um punhal (com dupla nervura), duas espadas enfrentadas pela empunhadura e uma terceira mais à direita; também até quatro possíveis, simplificadas, alabardas (de representação pouco usual na Galiza), arma de origem do centro da Europa, e outros traços diversos muito erodidos (possíveis restos de outras armas representadas).
As armas representadas são os objetos que permitem dar a possível cronologia exposta com anterioridade. De especial relevância é o fato de não se representar machados ou outros apetrechos agrícolas ou de caráter utilitário, só armas, cuja posse é interpretada como símbolo de poder e prestígio de uma sociedade que, segundo alguns autores caminha desde uma situação de igualdade para a uma sociedade estratificada e fortemente hierarquizada.

## O castro
Em que pese a não ter sido objeto de estudo, realizaram-se diversas prospecções arqueológicas que perceberam um recinto oval muito irregular. Nele encontraram-se moinhos de mão e diversos troços de cerâmicas castrejas. Só um muro foi visível (5 metros de comprimento por meio metro de altura).

## Situação atual
Encontra-se em completo estado de abandono pelo que, embora possível (nomeadamente os petróglifos), não é fácil sua visita, já que se encontra coberto de vegetação e arvoredo. Está dividido por um aramado que o divide ficando grande parte do sítio arqueológico em propriedade privada

## Galeria de Imagens
- Vista geral
- Punhal